# عائشة أرناؤوط
عائشة حسين أرناؤوط (1946) شاعرة وروائية سورية - فرنسية. ولدت في دمشق من أسرة ألبانية الأصل ودرست فيها. تخرّجت بجامعتها حاملة الإجازة في آداب اللغة الفرنسية، وعملت في حقل التدريس والإشراف على البرامج التعلمية في وزارة التربية، ثم تنقلّت بين باريس ودمشق وتقيم في باريس منذ 1978 وحصلت على الجنسية الفرنسية. لها دواوين شعرية وروايات. ترجم بعض شعرها إلى الإنجليزية واليوغسلافية والألبانية.

## سيرتها
ولدت عائشة بنت حسين أرناؤوط في دمشق سنة 1366 هـ/ 1946 م ونشأت بها. حصلت على البكالوريا في 1965، وبعدها أهلية التعليم في 1966، والليسانس في الأدب الفرنسي من جامعة دمشق 1977. عملت في دمشق معلمة ومعدة لبعض البرامج التعليمية في التلفزيون ثم مخرجة للبرامج التعليمية من 1969 حتى 1977. استقرت في فرنسا في 1978. وفيها حصلت على دبلوم الدراسات المعمَّقة من السوربون سنة 1985،، ودبلوم في البروتوكول من جامعة باريس سنة 1991.

هي عضوة سابقة في اتحاد الكتاب العرب وانسحبت منه بعد اندلاع الثورة السورية في 3 يناير 2012 وانضمت إلى رابطة الكتّاب السوريين احتجاجاً على موقف اتحاد الكتاب العرب من الربيع العربي.  لها مشاركات في ندوات شعرية في سوريا وأمريكا وألبانيا وتونس وفرنسا وإيطاليا والأردن.

## شعرها
بدأت يشنر نتاجها الشعري في الصحف والمجلات الأدبية منذ 1960، وقدمت بعض قصائدها في المحطات الإذاعية العربية. حصلت على الجائزة الأولى لمسابقة القصة القصيرة من لبنان في 1961. لها دواوين شعرية مطبوعة عديدة. وقد ترجم شعرها إلى بعض اللغات. وشعرها تفعيلية ورمزية. غنت من اشعارها المطربة كاميليا جبران.

## حياتها الشخصية
تزوج من الفنان التشكيلي صخر فرزات،  الذي توفي في 4 مارس 2007. 

## مؤلفاتها
دواوينها الشعرية:
- الحريق 1981.
- على غمد ورقة تسقط 1986.
- الوطن المحرم 1987.
- مشروع قصيدة 1979، (بالفرنسية).

روايات:
- الأفق العمودي، مخطوطة
- أقودك إلى غيري، دار كنعان 2006م.[8]

## جوائز
- حصلت على الجائزة الأولى لمسابقة القصة القصيرة من لبنان 1961.